# Krist Gruijthuijsen
Krist Gruijthuijsen (* 1980 in den Niederlanden) ist ein niederländischer Kurator und Kunstkritiker und seit 2016 Direktor der KW Institute for Contemporary Art in Berlin.

## Leben und Wirken
Krist Gruijthuiijsen war von 2012 bis 2016 künstlerischer Leiter des Grazer Kunstvereins, 2011 bis 2016 Kursleiter für den Masterstudiengang Bildende Kunst am Sandberg Instituut in Amsterdam. Gruijthuijsen ist einer der Gründungsdirektoren des Kunstvereins in Amsterdam und organisierte Ausstellungen und Projekte unter anderem im Rahmen der Manifesta 7 als Teil des kuratorischen Teams von Adam Budak (Trentino), im Platform Garanti Contemporary Art Center Istanbul, im Artists Space New York, im Museum of Contemporary Art Belgrad, im Stedelijk Museum, im Arnolfini Bristol, im Swiss Institute New York, im Van Abbemuseum, im Project Arts Centre Dublin, im Utah Museum of Contemporary Art Salt Lake City und im Institute of Modern Art Brisbane.
Seit 2016 ist er Direktor der KW Institute for Contemporary Art in Berlin und kuratierte dort Ausstellungen mit u. a. Ian Wilson, Ronald Jones, Hiwa K, Willem de Rooij, Beatriz González, David Wojnarowicz und Hreinn Friðfinnsson.

## Veröffentlichungen (Herausgeber)
- mit Koen Brams: The Encyclopedia of Fictional Artists and the Addition. JRP Ringier, Zürich 2010, ISBN 978-3-03764-123-1
- Doug Ashford: Writings and Conversations. Mousse Publishing, 2013, ISBN 978-8-8674907-5-2
- mit Florence Derieux, Bettina Steinbrügge: Lisa Oppenheim: Works 2003–2013. Sternberg Press, 2014, ISBN 978-3-95679-040-9
- Vincent Fecteau: The good, the bad, and the ugly. Sternberg Press, Berlin 2015, ISBN 978-3-95679-132-1